# Macedonia ai Giochi della XXVII Olimpiade
La Macedonia partecipò ai Giochi della XXVII Olimpiade, svoltisi a Sydney, Australia, dal 15 settembre al 1º ottobre 2000, con una delegazione di 10 atleti impegnati in cinque discipline.